# João Inácio Ribeiro Roma
João Inácio Ribeiro Roma foi um político brasileiro, deputado federal por Pernambuco por três vezes nas décadas de 1950 e 1960, pelo PSD e pela ARENA. Foi também Secretário de Estado da Segurança Pública de Pernambuco, Secretário de Estado dos Negócios do Interior e Justiça de Pernambuco e Diretor do Arquivo Público de Pernambuco. Seu neto João Roma foi eleito também deputado federal pela Bahia nas eleições de outubro de 2018.